# Carlos Banteaux Suárez
Carlos Banteaux Suárez (o anche Carlos Banteurt, come riferito in alcune fonti al di fuori di Cuba) (13 ottobre 1986) è un pugile cubano, vincitore della medaglia d'argento nella categoria dei pesi welter al torneo di pugilato delle Olimpiadi di Pechino del 2008.

## Carriera pugilistica

### Olimpiadi

#### Pechino 2008
- Batte Billy Joe Saunders ( Regno Unito) 13-6
- Batte Hosam Bakr Abdin ( Egitto) 10-2
- Batte Hanati Silamu ( Cina) 17-4
- Sconfitto da Baqyt Särsekbaev ( Kazakistan) 9-18

### Mondiali dilettanti

#### Baku 2011
- Batte Velibor Vidic ( Bosnia ed Erzegovina) 17-4
- Sconfitto da Taras Shelestyuk ( Ucraina) 15-17[1]

#### Milano 2009
- Batte Errol Spence ( Stati Uniti) 11-1
- Sconfitto da Mikael Zewski ( Canada) 2-5[2]